# Звірове (зупинний пункт)
Звірове — пасажирський залізничний зупинний пункт Знам'янської дирекції Одеської залізниці на лінії Помічна — Чорноліська між станціями Помічна (13,5 км) та Новоукраїнка (4,3 км). Розташований біля села Звірівка Новоукраїнського району Кіровоградської області.

## Пасажирське сполучення
На зупинному пункті зупиняються приміські поїзди сполученням Знам'янка — Помічна — Одеса.